# لوکا ریجکا
لوکا ریجکا (انگلیسی: Luka Rijeka) شرکت ترابری کروات است، که در سال ۲۰۰۰ تأسیس شد.